# 缅甸树萝卜
缅甸树萝卜（学名：Agapetes burmanica）为杜鹃花科树萝卜属下的一个种。

## 扩展阅读
- 缅甸树萝卜开花 （页面存档备份，存于）